# Pedagogika paliatywna
Pedagogika paliatywna – dziedzina pedagogiki, współpracująca z gerontagogiką, pedagogiką opiekuńczą, pedagogiką specjalną oraz fenomenologią pedagogiczną, obejmująca specjalistyczną opieką nieuleczalnie chorego, znajdującego się w stanie terminalnym.
Celem pedagogiki paliatywnej nie jest zastępowanie działań podejmowanych przez specjalistów z zakresu medycyny paliatywnej, lecz ich uzupełnianie, zaś najważniejszym zadaniem – towarzyszenie osobie śmiertelnie chorej oraz dążenie do psychicznego złagodzenia jej stanu chorobowego.
Głównym nurtem podejmowanych działań jest udzielanie wsparcia psychicznego i duchowego choremu i jego najbliższym, a także udzielanie wsparcia personelowi medycznemu.  
Pedagogika paliatywna czerpie z założeń medycyny paliatywnej realizowanych w ramach wszelkich form opieki hospicyjnej. Pedagodzy zajmujący się pedagogiką paliatywną mają za zadanie prowadzenie osoby nieuleczalnie chorej w przypisanym wszystkim ludziom - z egzystencjalnego punktu widzenia – kierunku, zdając sobie jednocześnie sprawę z tego, że sytuacja pacjenta w terminalnej fazie choroby jest uwarunkowana jego strukturą osobowości, poziomem odporności psychicznej oraz sposobem spostrzegania przez niego otaczającej go rzeczywistości. Człowiek umierający zazwyczaj ma wiele trosk i niezałatwionych spraw. Obawia się cierpienia, bólu, gwałtownej zapaści, utraty kontroli nad swoim organizmem i świadomością. Jest sfrustrowany swoją słabością, a często i niemożnością dopełnienia życiowych planów. Pojawia się lęk przed nieznanym, przed "drugą stroną", przed niewiadomym. To wszystko wiąże się z największą obawą, która łączy w sobie wszystkie powyżej wymienione, nazywaną lękiem przed unicestwieniem. W tej sytuacji rola dobrych pedagogów paliatywnych jako pomocników osób terminalnie chorych wydaje się być nieoceniona. 